# Adérito Waldemar Alves de Carvalho
Adérito Waldemar Alves de Carvalho, noto anche con lo pseudonimo di Dédé (Lobito, 4 luglio 1981), è un ex calciatore angolano, di ruolo centrocampista.

## Carriera

### Club
Dopo aver giocato nel suo paese nativo con l'Académica Petróleos do Lobito e O Elvas passa in Portogallo, al Portosantense. Si trasferisce al Trofense, per poi accasarsi al Paços de Ferreira. Al suo debutto in prima divisione, il 18 agosto 2007, segna un goal nel 3-1 inflitto al Maritimo.
Nel 2009 passa ai francesi dell'Athlétic Club Arles-Avignon, trasferendosi poco dopo in Romania al Timisoara e successivamente in Cipro all'Olympiakos Nicosia.

### Nazionale
Dédé è stato convocato dall'Angola per partecipare alla Coppa d'Africa 2008.